# Juan Sánchez Cotán

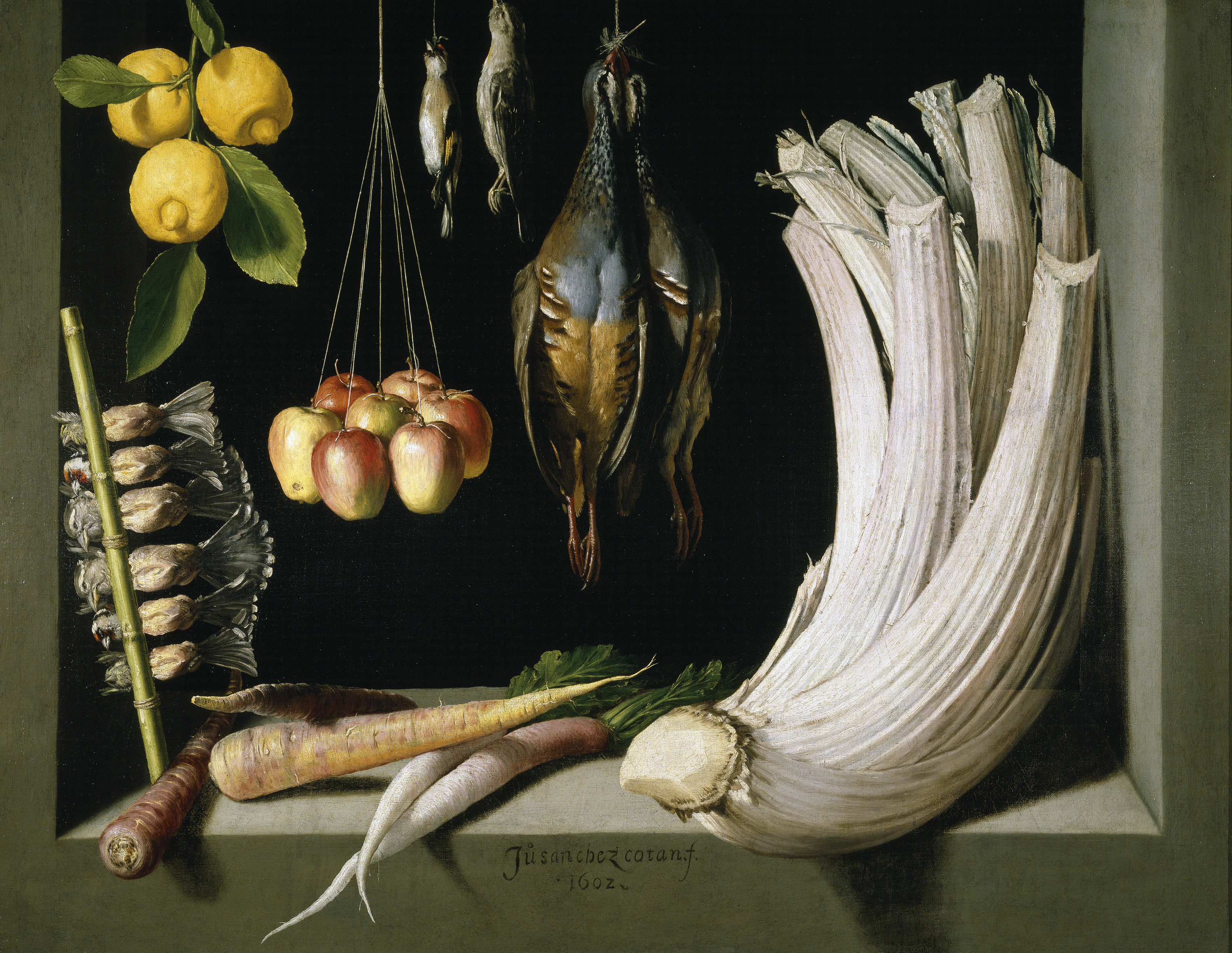
Stilleben med viltfågel, grönsaker och frukt, 1602, Pradomuseet i Madrid.

Juan Sánchez Cotán, född 25 juni 1560 i Orgaz nära Toledo i Spanien, död 8 september 1627 i Granada, var en spansk målare.
Juan Sánchez Cotán var vän av och elev till Blas de Prado, vilken var berömd för sina stilleben i manieristisk stil. Han började med altarmålningar och andra religiösa motiv och levde under tjugo års tid i Toledo som framgångsrik konstnär under beskydd av stadens aristokrati och försörjde sig med religiösa målningar, porträtt och stilleben. I augusti 1603 stängde Juan Sánchez Cotán sin ateljé och flyttade in i det kartusianska klostret Santa María de El Paular. Han fortsatte där att måla religiösa motiv. År 1613 blev han lekmannabroder i det kartusianska klostret i Granada.
Trots att han levde ett tillbakadraget liv i kloster, fortsatte Cotán att ha stort inflytande. Hans sätt att ge illusion av verklighet genom att använda sig av ljus och skugga fick en efterföljd inom måleriet genom Juan van der Hamen, Felipe Ramírez, bröderna Vincenzo och Bartolomeo Carducci samt inte minst Francisco de Zurbarán.
Juan Sánchez Cotán tillhörde stilmässigt El Escorialskolan, som influerades av venetiansk konst, och hans konst kan placeras i övergången från manierism till barock. Han var en pionjär inom tenebrosoteknik vid början av det spanska måleriets guldålder. Fastän hans religiösa målningar är av hög kvalitet, vilar hans position i konsthistorien på hans stilleben.